# Liste der Kulturdenkmäler in Diemelsee (Gemeinde)
Die folgende Liste enthält die in der Denkmaltopographie ausgewiesenen Kulturdenkmäler auf dem Gebiet  der Gemeinde Diemelsee, Waldeck-Frankenberg, Hessen.
Hinweis: Die Reihenfolge der Denkmäler in dieser Liste orientiert sich zunächst an Ortsteilen und anschließend der Anschrift, alternativ ist sie auch nach der Bezeichnung, der vom Landesamt für Denkmalpflege vergebenen Nummer oder der Bauzeit sortierbar.
Kulturdenkmäler werden fortlaufend im Denkmalverzeichnis des Landes Hessen durch das Landesamt für Denkmalpflege Hessen auf Basis des Hessischen Denkmalschutzgesetzes (HDSchG) geführt. Die Schutzwürdigkeit eines Kulturdenkmals hängt nicht von der Eintragung in das Denkmalverzeichnis des Landes Hessen oder der Veröffentlichung in der Denkmaltopographie ab.

Die Kulturdenkmäler der Gemeinde Diemelsee sind in eigenen Listen der Ortsteile enthalten:
- Liste der Kulturdenkmäler in Adorf (Diemelsee)
- Liste der Kulturdenkmäler in Benkhausen
- Liste der Kulturdenkmäler in Deisfeld
- Liste der Kulturdenkmäler in Flechtdorf
- Liste der Kulturdenkmäler in Giebringhausen
- Liste der Kulturdenkmäler in Heringhausen (Diemelsee)
- Liste der Kulturdenkmäler in Ottlar
- Liste der Kulturdenkmäler in Rhenegge
- Liste der Kulturdenkmäler in Schweinsbühl
- Liste der Kulturdenkmäler in Stormbruch
- Liste der Kulturdenkmäler in Sudeck (Diemelsee)
- Liste der Kulturdenkmäler in Vasbeck
- Liste der Kulturdenkmäler in Wirmighausen